# Johann Zacharias Kneller

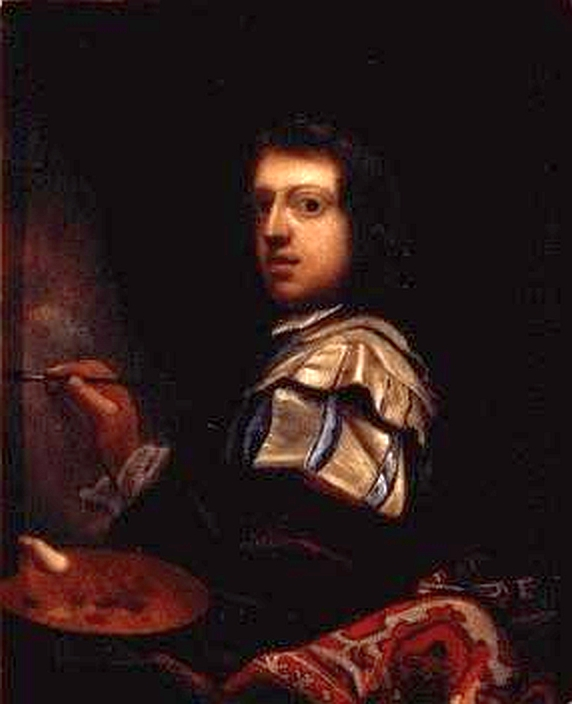
Selbstbildnis (datiert 1684)

Johann Zacharias Kneller, eigentlich Kniller, auch John Zachary Kneller (* 6. Oktober 1644 in Lübeck; † 1702 in London), war ein deutscher, zuletzt in London tätiger Maler.

## Leben
Kneller stammte aus einer Lübecker Künstlerfamilie; er war der älteste Sohn des Lübecker Malers und Werkmeisters an der Katharinenkirche Zacharias Kniller und dessen Frau Lucia, geb. Beuten. Der Maler Gottfried Kniller/Godfrey Kneller (1646–1723) und der Organist und Komponist Andreas Kneller (1649–1724) waren seine Brüder. Über seine Ausbildung ist nichts bekannt; er soll mit seinem Bruder nach Rom gereist sein und war in Hamburg tätig; 1676 folgte er seinem weit erfolgreicheren Bruder nach London und wirkte mit ihm in einer Werkstattgemeinschaft als Landschafts-, Architektur-, Dekorations-, Stillleben- und Porträtmaler. Einige der gefeierten Porträts seines Bruders reproduzierte er als Aquarelle und Miniaturen.
Die Brüder lebten bis zum Tod von Johann Zacharias Kneller 1702 an der Nordostecke der Piazza im Zentrum von Covent Garden. Johann Zacharias Kneller wurde in St. Paul’s Covent Garden begraben.

## Werke

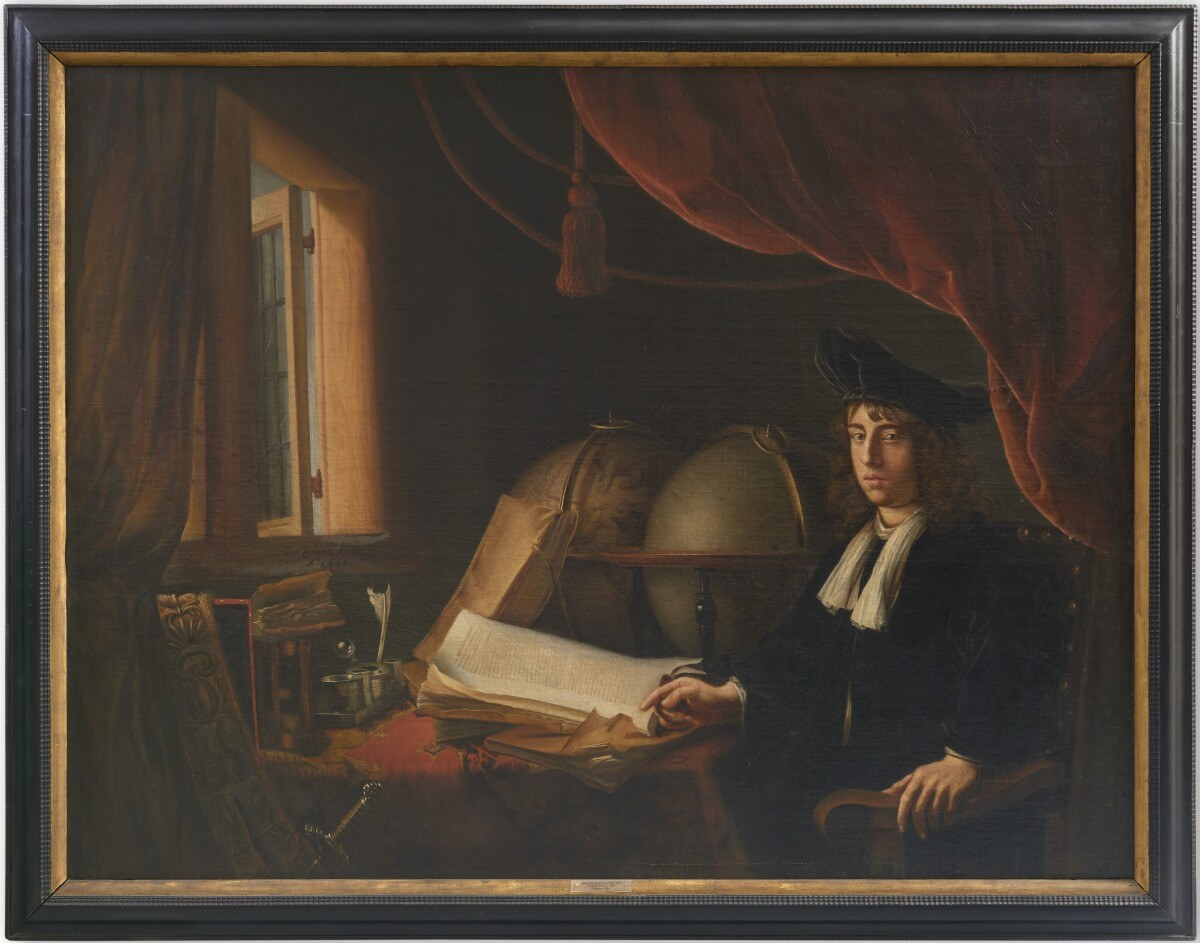
Der junge Gelehrte

- Der junge Gelehrte (1668), gemalt zusammen mit Der alte Gelehrte seines Bruders als Paar für die Stadtbibliothek Lübeck, heute im St.-Annen-Museum Lübeck
- Johann Marquard,  ursprünglich in der Stadtbibliothek Lübeck,[2] heute in der Bürgermeistergalerie im Lübecker Rathaus
- Peter Marquard (um 1670), Museum für Hamburgische Geschichte[3]
- Epitaph für Zacharias Kniller (1676), gemeinsam mit seinem Bruder, Katharinenkirche Lübeck
- King William III., Miniatur, Victoria & Albert Museum[4]
- ein weiteres Miniatur-Porträt König Williams III. (13,1 × 10,4 cm), das sich im Staatlichen Museum Schwerin befand, ist seit Ende des Zweiten Weltkriegs verschollen.[5]